# Order Hồ Chí Minha
Order Hồ Chí Minha (wiet. Huân chương Hồ Chí Minh) – drugie pod względem starszeństwa państwowe odznaczenie Socjalistycznej Republiki Wietnamu, ustanowione dekretem z dnia 6 czerwca 1947 roku, a potwierdzone ustawą z dnia 26 listopada 2003 roku. Od 1981 roku nie dzieli się na klasy.

## Ustanowienie
Order Hồ Chí Minha został ustanowiony razem z Orderem Złotej Gwiazdy i Orderem Niepodległości dekretem prezydenta Demokratycznej Republiki Wietnamu nr 58/SL z dnia w 6 czerwca 1947 roku jako trójklasowe wysokie odznaczenie państwowe, zajmujące drugie miejsce w starszeństwie odznaczeń przyznawane przez prezydenta za zasługi dla narodu. Od 1981 roku zlikwidowano podział na klasy. Obecne zasady nadawania reguluje ustawa z dnia 26 listopada 2003 roku, która weszła w życie 1 lipca 2004 roku. Na jej mocy order nadaje prezydent. Kandydatury do przyznania orderu prezydentowi przedstawia premier na wniosek ministra, szefa agencji rządowej, prezesa Najwyższego Sądu Ludowego, prokuratora generalnego, przewodniczącego centralnej agencji, szefa organizacji społecznej lub prowincjonalnego Komitetu Ludowego. Order przyznawany jest za wybitne zasługi dla kraju w dziedzinie politycznej, gospodarczej, społecznej, literackiej, artystycznej, naukowej, technologicznej, obronnej, bezpieczeństwa, dyplomatycznej lub innej. Może zostać nadany zbiorowości mającej wybitne osiągnięcia trwające co najmniej 5 lat i działającej od co najmniej 40 lat lub 35 lat w przypadku, gdy wcześniej została odznaczona Orderem Niepodległości I klasy lub Orderem Zasługi Wojskowej I klasy.

## Odznaka
Na przestrzeni lat order zmieniał swój wygląd, jednak zawsze składał się z okrągłego medalu z wizerunkiem lewego profilu Hồ Chí Minha zawieszonego na wstążce zawiązanej na modę rosyjską. Najstarsze egzemplarze przedstawiają portret prezydenta, pod którym znajdują się dwie gałązki laurowe, a nad nim napis „HỒ CHÍ MINH”, Odznaka wykonywana była z pozłacanego brązu i zawieszana na czerwonej wstążce z trzema żółtymi paskami pośrodku. Z biegiem czasu nazwisko prezydenta zastąpiono nazwą orderu „HUÂN CHƯƠNG HỒ CHÍ MINH”. Dla odróżnienia klas orderu do wstążki doczepiano złote pięcioramienne gwiazdy jedną dla trzeciej klasy (najniższej), dwie dla drugiej klasy i trzy dla pierwszej klasy. Z chwilą zniesienia podziału na klasy zaprzestano również noszenia gwiazd na wstążce . Kolejną ważna zmiana nastąpiła w 2006 roku. Zastąpiono wówczas gałązki laurowe kwiatem lotosu, pod którym umieszczono jeszcze napis „VIỆT NAM”. Medal wykonywany był z brązu pokrytym warstwą złota oraz stopu niklu i kobaltu i zawieszony na takiejż pięciokątnej blaszce, na której rozciągnięta była wstążka orderowa ze sztucznego jedwabiu. Ostatnia zmiana miała miejsce w 2014 roku. Od tego momentu odznakę orderu stanowi okrągła tarcza obramowana otokiem. Na tarczy znajduje się wizerunek prezydenta Hồ Chí Minha otoczony w tle kwiatem lotosu. W otoku na górze znajduje się napis „HUÂN CHƯƠNG HỒ CHÍ MINH”, a u dołu „VIỆT NAM”. Odznaka wykonywana jest z brązu pokrytego warstwą złota i stopu niklu i kobaltu. Wklęsły napis emaliowany jest na czerwono . Odznaka zawieszona jest na pięciobocznej blaszce ze stali nierdzewnej pokrytej warstwą złota i stopu niklu i kobaltu, na której rozciągnięta jest zmieniona wstążka orderowa wykonana z poliestru. Pierwotną wstążkę zastąpiono czerwoną z dwoma żółtymi paskami po bokach.